# Sharon Lechter
Sharon L. Lechter (12 de enero de 1954) es una contadora, autora y empresaria estadounidense. Es coautora del libro "Padre Rico, Padre Pobre".

## Biografía
Lechter se graduó de la Universidad Estatal de Florida con un título en contabilidad en 1979, luego trabajó brevemente para una pequeña firma de contabilidad, "Big Eight". Conoció a su esposo, Michael Lechter, en 1980. Posteriormente, los Lechter conocieron a Robert Kiyosaki y, juntos, formaron la empresa "Padre Rico". 
En 2007, Lechter fundó "Pay Your Family First", una empresa de educación financiera. El 12 de octubre de 2007, Lechter presentó una demanda contra el coautor de "Padre Rico, Padre Pobre", Robert Kiyosaki. El 4 de septiembre de 2008, los Lechters y Kiyosaki llegaron a un acuerdo en su demanda.